# 亚伯拉罕·辛普森
亚伯拉罕·J·"亚伯"·辛普森（Abraham J."Abe" Simpson），亦被称作辛普森爷爷（Grampa Simpson），是美国动画情景喜剧《辛普森一家》中的一名虚构角色，由丹·卡斯泰拉内塔配音。他是辛普森家族中的最年长者，是霍默·辛普森的父亲，以及巴特、莉萨和玛吉的祖父。
荷熊過去曾經是一個空軍飛官，退役後到酒廳端盤子並意外發掘出他的作曲天分和人生第三位妻子，並在人生的某個階段中以魔鬼筋肉人的身分稱霸擂台，是郭董的偶像。荷熊的個性慈愛寬和，由於亡妻早逝，他年輕時曾父兼母職，照顧幼年失恃的兒子荷馬，但他終歸替代不了母親的地位，與荷馬之間還是有很多隔閡。荷熊年老之後有嚴重的老年癡呆症，因此被荷馬送進內糊療養院靜養，並在大多數的時間居住於那裡，在一些集數裡則會到荷馬家中拜訪兒子和媳婦，以及他的三位孫輩。
荷馬絕大多數時間對於荷熊的態度，與其說是自己的父親，不如說是當成一個動物在對待：在某些集數中甚至連同回收垃圾一起打算把睡著的荷熊燒掉，或是挖洞要把他活埋，或是把他丟在野外等等；主要是因為成年之後也有點癡呆的荷馬忘記了自己小時候父親是怎麼疼愛他的關係，也有些是因為荷熊過去的一些行為其實確實令人憎恨，而這部分荷馬記得很清楚。
荷馬一家為了避免麻煩，會故意不去探望住在療養院的荷熊，或是拿過期的飯菜給他吃。荷熊在神智清醒的時候常常大罵荷馬是個不孝子，但是某些集數裡荷馬還是會展現對荷熊的愛。
此外荷熊的頭髮比荷馬還要多，這讓荷馬很在意。

## 角色

### 創造
馬特·葛勒寧原本打算在劇中加上一位老年人的角色，用來詮釋他的祖父 亞伯拉罕·葛勒寧，一位從二戰退役的榮民。但作者不打算繼續用相同的家族姓名加入辛普森角色，希望由大家來決定角色的名稱。
直到馬特詢問他的團隊，該老年人的第一印象的名稱，團隊直接稱呼為亞伯拉罕(但他們確實不知作者祖父名字)，於是最後拍板還是繼續沿用其祖父名稱亞伯拉罕·辛普森(台灣譯作荷熊·辛普森)。